# شينمو 3
شينمو 3 (بالإنجليزية: Shenmue III)‏ هي لعبة فيديو قادمة من نوع أكشن مغامرات، حيث تم تطويره في ستوديو نيلو يس نت اليابانيتين، وسيتم نشره بتاريخ 19 نوفمبر 2019، وستعمل على منصتي بلاي ستيشن 4 ومايكروسوفت ويندوز، وهي من دار النشر ديب سيلفر الألمانية.